# Virtua Quest
Virtua Quest, conocido en Japón como Virtua Fighter Cyber Generation: Ambition of the Judgement Six  (バーチャファイター サイバージェネレーション 〜ジャッジメントシックスの野望〜 Bācha Faitā Saibā Jenerēshon: Jajjimento Shikkusu no Yabō?), es un título derivado de Virtua Fighter codesarrollado por Tose y Sega AM2, y publicado por Sega para GameCube y PlayStation 2.

## Jugabilidad
El juego incluye trepar, saltar, balancearse con una especie de látigo de energía y derrotar a los enemigos al estilo de un juego de lucha. Se puede subir de nivel y comprar varias mejoras con los chips de datos que se encuentren. Se pueden obtener técnicas de lucha especiales derrotando a las "Virtua Souls", que enseñan estos movimientos.

## Trama
En este mundo, muchas personas evitan la realidad y, en su lugar, pasan su tiempo libre en el universo virtual Nexus. Sei es reclutado por su amigo, Hayami, para convertirse en un cazador, uno que vende chips de datos que se encuentran en el Nexus.
Sei conoce a su nuevo navegante, una criatura llamada Bit. Entonces, una chica se acerca a él y le indica que cierre la sesión, lo que Sei no puede hacer. Luego, la chica le dice que vaya a un almacén y encuentre lo que necesita allí, y le dice que está "en esta lucha, pase lo que pase. La única persona que puede defenderte eres tú mismo". antes de desaparecer.
En el almacén, Sei conoce a un hombre que tiene un vago parecido con su padre y le dice que tal vez deba luchar, preguntándose si considera luchar por sí mismo o por los demás. Sei está desconcertado y, para deshacerse de su ansiedad, el hombre le enseña Synapse Break, una técnica especial. Una vez que se le enseña esto, Sei tiene confianza y comienza su viaje de cazador.
Finalmente, Sei descubre más sobre Toka, que anteriormente trabajaba para el grupo Judgement Six. Uno de los líderes de Judgement Six, Moon, está recopilando datos de los luchadores para conquistar el mundo. Sei conoce a otro cazador que puede usar Synapse Break, llamado Schatt. Schatt está investigando algo y está buscando algunos "datos de respaldo". Más tarde, Schatt le explica más a Sei, que investigó a un grupo llamado Judgement Six y que tenía un compañero llamado Raud que fue asesinado por Judgement Six. Schatt le dijo a Sei que se fuera y decidió luchar contra Moon y su grupo solo.
Más adelante en el juego, Sei se desanimó y se encontró nuevamente con Hayami con la niña llamada Fei y descubre que su hermano Fan ha estado iniciando sesión en otros servidores solo para descubrir que podía cerrar sesión. Más tarde, se le dice a Sei que para ingresar al servidor, tuvo que aumentar su clasificación de cazador.
Pronto, Sei rescata al hermano de Fan, Fei, justo cuando Hayami le informa que se han visto más secuestradores en el servidor Dong Qian Jie. Cuando Sei va allí, ve enemigos fuertes y un Bit especialmente hecho. El Bit especial secuestró a Bit. Mientras Sei lo perseguía y rescataba a Bit y bajaba un poco más por el escenario del servidor, Sei se encontró con Toka solo para descubrir que Moon, el líder de Judgement Six, la interrogaba. Sei intentó detener a Moon, pero fue detenido por un Schatt especial. Moon escapó con Toka. Schatt también escapó solo para descubrir que Sei está nuevamente rodeado de más enemigos. Pronto, Sei se encuentra con Schatt una vez más y se da cuenta de que Schatt también puede usar Virtua Souls (la que usa es la de Lau Chan). Los dos tuvieron un enfrentamiento. Derrotó a Schatt solo para descubrir que el verdadero Schatt estaba poseído por Moon antes en el juego, que había perdido contra Moon. Schatt se desconectó a la fuerza (lo que se supone que es una señal de muerte de Virtua en el juego Virtua Quest) solo para descubrir después de que Sei se desconectó. Se le informó una vez más que Judgement Six está invadiendo varios servidores que conducen a la batalla final. Sei usa Virtua Soul y luchó contra Lau Chan con el Virtua Soul que obtuvo de Schatt anteriormente durante la pelea con Schatt.

## Recepción
Virtua Quest recibió críticas mixtas tras su lanzamiento. IGN dijo: "La acción es mediocre en el mejor de los casos, y los elementos de plataforma se sienten descuidados y sin refinar. Los gráficos y el sonido son igualmente olvidables". Play dijo que tenía "controles rígidos, una cámara anticuada sin botón de mirar". GameSpot dijo: "La acción está plagada de controles flojos y una mala cámara, tus decenas de oponentes con muerte cerebral nunca dan la pelea suficiente para hacer que las cosas sean satisfactorias, y todo está ambientado en un mundo de diseño insulso". 1Up dijo: "La naturaleza derivada de la trama va de la mano con la jugabilidad completamente carente de imaginación. Nada aquí es original".